# 테오도로스 1세 라스카리스
테오도로스 1세 라스카리스(Θεόδωρος Α' Λάσκαρις, 1174년 – 1221년)은 동로마 제국의 망명계승국 중 하나인 니케아 제국의 황제였다. (1204년–1221년).

## 생애
테오도로스는 라스카리스 가문 출신으로, 콘스탄티노폴리스의 귀족 가문 출신이다. 1199년 황제 알렉시우스 3세의 딸 안나 앙겔리나와 결혼하여 황제의 사위가 되었다. 테오도루스는 1204년 프랑크 십자군 약탈자들이 콘스탄티노폴리스를 공략할 때 최후의 순간까지 도시의 방어에 힘쓰다가 도시가 무너지는 순간 아내와 함께 보스포루스 해협을 건너 소아시아로 탈출했다.
소아시아의 비티니아의 니케아에서 그는 비잔티움의 후계국을 세웠고 비잔티움 재건의 중요한 거점을 삼았다. 테오도로스는 처음부터 황제라고 칭하지 못했는데 1203년에 도망친 장인 황제 알렉시우스가 아직 살아있었고 라틴 제국의 위협이 눈앞에 직면해 있는 상태였기 때문이다. 또한 아직 니케아에는 대관식을 치러줄 총대주교좌도 없었다. 테오도로스는 새로운 나라를 모두 비잔티움과 동일하게 만드는 데 노력했다. 1206년에야 그는 황제를 선포하였고 총대주교를 초청하여 1208년에 대관식을 치렀다.
초기에 그는 라틴제국에 패배를 거듭했는데 제2차 불가리아 제국의 차르 칼로얀이 아드리아노폴리스에서 라틴 제국을 물리치고 황제 보두앵을 사로잡았다. 테오도루스는 칼로얀과 연합하여 라틴제국에 대항했다. 1211년 테오도로스의 장인이자 전임황제 알렉시우스가 룸 술탄국의 술탄 카이코루스에게로 와서 테오도로스에게 반기를 들고 자신의 황권을 주장했다. 술탄은 그해 봄 니케아의 영토로 침입하였고 테오도로스는 안티오케이아 근처의 전투에서 카이코루스 술탄을 죽이고 승리했다. 그러나 이 틈을 이용하여 라틴 황제 라틴제국의 앙리가 공격했고 10월 15일 테오도로스는 다시 참패했다.
1214년 테오도로스는 라틴 황제와 평화조약을 맺고 휴전에 들어갔고 영토를 공고히 하고 1219년에는 앙리 황제의 조카 마리아와 결혼까지 했다. 1220년 테오도로스는 다시 한번 라틴 제국을 공격했다.테오도로스는 1221년 11월 죽었고 니케아의 제위는 사위인 요안니스 3세 두카스 바타치스에게 돌아갔다.

## 가족 관계
첫 번째 결혼(1199년) : 안나 앙겔리나 알렉시우스 3세 앙겔루스의 딸, 2남 3녀를 낳음
- 이리니 라스칼리나 : 장군 안드로니쿠스 팔라이올로구스와 결혼, 나중에 요안니스 3세 두카스 바타치스 황제와 결혼
- 마리아 라스칼리나 : 헝가리 왕 벨러 4세와 결혼
- 에우도키아 라스칼리나
- 니콜라스 라스칼리스
- 요안니스 라스칼리스

두 번째 결혼(1212년) : 안나가 죽은 후 아르메니아 왕국의 루벤 3세의 딸 필리파 와 결혼했으나 종교적인 문제로 1년 후 무효화됨
세 번째 결혼 (1219년) : 라틴 제국의 피에르 황제와 플랑드르의 욜란다의 딸 마리아와 결혼, 자식없음